# Georg Bender

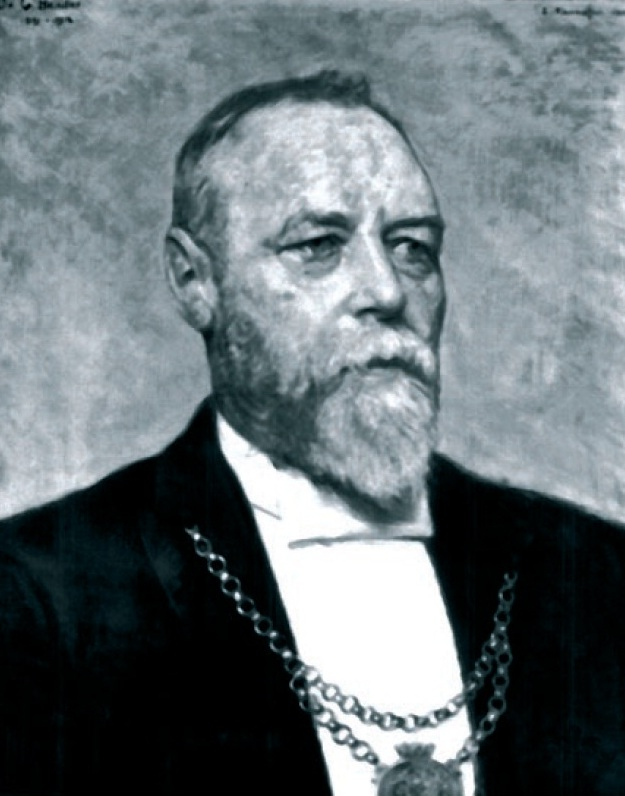
Georg Bender, Gemälde von Eduard Kaempffer (Original nach 1945 verschollen)

Medaille zur Silberhochzeit Georg Benders, Vorderseite

Medaille zur Silberhochzeit Georg Benders, Rückseite

Georg Bender (* 31. Dezember 1848 in Königsberg, Preußen; † 4. Februar 1924 in Breslau) war ein deutscher Kommunalpolitiker und langjähriger Oberbürgermeister der Stadt Breslau.

## Leben und Wirken
Georg Bender wurde als Sohn des Rittergutsbesitzers und späteren Mitglieds des preußischen Abgeordnetenhauses Dr. phil. Karl Ludwig Bender (1811–1893) und der Ida Bender, geb. Käswurm, geboren. Nach dem Besuch des Altstädtischen Gymnasiums in Königsberg studierte er 1868 bis 1872 Rechtswissenschaft in Jena und Königsberg. In Jena wurde er 1868 Mitglied der Burschenschaft Arminia auf dem Burgkeller. Als Einjährig-Freiwilliger nahm er am Deutsch-Französischen Krieg 1870/71 teil. 1872 wurde er Referendar und im Februar 1878 Gerichtsassessor und kurze Zeit Kreisrichter in Marggrabowa in Ostpreußen. Am 1. November 1878 wurde er Stadtrat und Syndikus, 1880 Zweiter und 1888 Erster Bürgermeister der Stadt Thorn in Westpreußen. Dort ließ er unter anderem einen Schlachthof, den Artushof, ein Siechenhaus und ein Waisenhaus erbauen. Er ordnete das Thorner Stadtarchiv und schrieb einige Artikel zur Geschichte der Stadt. Bei seinem Abschied wurde er zum Ehrenbürger ernannt.
Vom 1. April 1891 bis zum 30. September 1912 war er Oberbürgermeister von Breslau und als solcher Mitglied des Preußischen Herrenhauses. In seiner Zeit als Stadtoberhaupt wurden viele gemeinnützige Bauten errichtet, so der Schlacht- und Viehhof (1896), zwei Markthallen (1908), die neue städtische Grundwasserleitung (1900), die Elektrizitätswerke (um 1900), die Gasanstalt (1907), die elektrische Straßenbahn (1893), Elektrifizierung (1899) und Verstadtlichung (1911) der ehemaligen Pferdestraßenbahn, der Hafen (1901), die Technische Hochschule (1910) sowie zahlreiche Grünanlagen und Schulen. Während seiner Amtszeit vergrößerte sich die Grundfläche Breslaus durch Eingemeindungen von 3000 auf 5000 Hektar. Die Einwohnerzahl wuchs von 340.000 auf 540.000. Er ordnete das Bauwesen und die Baupolizei neu (ab 1900) und sorgte für die vollständige Umwandlung des Volksbildungs- und Wohlfahrtswesens.
Bender war stellvertretender Vorsitzender des Schlesischen Provinziallandtags und des Provinzialausschusses sowie stellvertretender Vorsitzender der Schlesischen Gesellschaft für vaterländische Kultur (später deren Ehrenmitglied); außerdem Ehrenmitglied des Coppernicus-Vereins für Wissenschaft und Kunst zu Thorn und Mitglied zahlreicher anderer wissenschaftlicher Gesellschaften. Daneben war er 1892 bis 1915 Mitglied der Breslauer Kreissynode, von der er 1893 bis 1908 zu den Schlesischen Provinzialsynoden entsandt wurde. 1899 erhielt er anlässlich der Eröffnung des Schlesischen Museums für Kunstgewerbe und Altertümer die philosophische Ehrendoktorwürde der Universität Breslau. Später wurde er auch Dr. med. h. c. der Universität Breslau, Dr. Ing. h. c. der Technischen Hochschule Breslau und Ehrenbürger der Stadt. In Breslau wurde ein Platz nach ihm benannt.
Am 29. Dezember 1878 heiratete er Margarethe Konrad, mit der er vier Töchter hatte.

## Werke
- Archivalische Beiträge zur Familiengeschichte des Nikolaus Coppernicus. In: Mitteilungen des Coppernicus-Vereins für Wissenschaft und Kunst zu Thorn. Band 3, Heft 2, Thorn, 1881, S. 61–126
- Weitere archivalische Beiträge zur Familien-Geschichte des Nikolaus Coppernicus. In: Mitteilungen des Coppernicus-Vereins für Wissenschaft und Kunst zu Thorn. Band 4, Heft 4. Thorn, 1882, S. 81–116
- Die ältesten Willküren der Neustadt Thorn. In: Zeitschrift des Westpreußischen Geschichtsvereins. Band 7, 1882, S. 95–126 (Digitalisat).
- Geschichte des städtischen Krankenhauses und der öffentlichen Krankenanstalten in Thorn. In: Zeitschrift des Westpreußischen Geschichtsvereins. Band 15, 1886, S. 1–44
- Geschichte der städtischen Waisen-Anstalten sowie der Testament- und Almosenhaltung in Thorn. Buchdruckerei Thorner Ostdeutsche Zeitung, Thorn 1891
- Bericht über einige Verwaltungsangelegenheiten der Stadtgemeinde Thorn. Rathsbuchdruckerei, Thorn 1891
- Heimat und Volkstum der Familie Koppernigk (Coppernicus) (= Darstellungen und Quellen zur schlesischen Geschichte, Band 27). Hirt, Breslau 1920